# Валери Домовчийски
Валери Домовчийски е български футболист. Юноша на Марица (Пловдив). Висок е 180 см и тежи 74 кг. Състезател на Марица (Пловдив).

## Биография
Валери Ангелов Домовчийски е роден в град Пловдив на 5 октомври 1986 г. Израства в град Раковски, от където са родителите му. Домовчийски има репутацията на силно религиозен човек. Като повечето жители на Раковски той е ревностен католик. Докато живее в родния си град, редовно ходи на църква, не е пропускал неделна литургия.
Женен е за Елена Добрикова, имат син Андрей.

### Спортна кариера
Играл е за Марица и Левски (София). Постепенно младежът се налага при юношите на ФК Левски. Славата му расте и скоро от „Герена“ и „Армията“ го проучват, за да го привлекат.
Съгледвачите на Левски Васил Методиев и Петър Михтарски се договарят преди всички и нападателят, заедно с родителите си, отпътува за София. На „Герена“ Домовчийски започва да се готви при треньора Славчо Стоилов. Първоначално го използват като ляв или десен халф. С идването на Станимир Стоилов в отбора Валери получава шанс да играе с мъжете. Точно когато е готов да бъде титуляр, получава тежка контузия. Дебютът на таланта се отлага до 19 септември 2004 г., когато Валери играе цял мач при победата с 4:0 над „Пирин“. Звездният му миг е на 21 ноември, когато бележи гол при победата с 5:0 над Локомотив (Сф).
Официалният му дебют за младежкия национален отбор е срещу Швеция. Въпреки загубата с 2:1 в София отзивите за играта му са добри. 17-годишният тогава футболист измества от титулярното място в атаката на „Левски“ звездата Георги Чиликов. На критиците, които все още не го признават, доказва качествата си срещу Локомотив (Пд), разписвайки се за победата над пловдивчани. В европейските турнири младият нападател вкарва гол за победата над „Публикум“ при 3:0 за сините през есента на 2005 в София. Бележи важни голове за Левски и срещу ЦСКА (Москва) и Киево (Верона). Общо има 19 мача и 5 гола (7 мача с 2 гола за КЕШ и 12 мача с 3 гола за купата на УЕФА). Силните му изяви със синята фланелка хващат окото на много европейски тимове и на 2 януари 2008 г. той официално е поканен от английския Блекбърн да изкара петдневни проби в началото на януари. От 2008 до 2011 година игра в Херта Берлин, а от 2011 до 2013 бе част от отбора на Дуисбург. На 1 юли 2013 Валери Домовчийски се завръща в България и подписва 2-годишен договор със Ботев (Пловдив). През септември 2016 той подписва двугодишен договор със Славия. Преди това играе в Левадиакос. След престои в няколко клуба от българския елит, най-дългия от които в Ботев (Враца), през лятото на 2021 г. Домовчийски се завръща в родния си клуб - Марица (Пловдив).

## Успехи
Валери Домовчийски е двукратен шампион на България с Левски през сезоните 2005 – 2006 и 2006 – 2007. Два пъти носител на Купата на България през 2005 г. и 2007 г., носител и на Суперкупата на България през 2005 и 2007. В груповата фаза на Шампионската лига играе в 3 мача. Останалите пропуска заради контузия. Четвъртфиналист с Левски София в турнира за купата на УЕФА през сезона 2005 – 2006

## Други
Извън България мечтите на таланта стигат до стадион „Сантяго Бернабеу“. Винаги твърди, че за него има един отбор и един футболист – Реал Мадрид и Зинедин Зидан.